# Dazzle Vision
DAZZLE VISION（ダズル・ビジョン）は、日本のロックバンド。

## 概要
2003年6月、実の兄妹であるTakuroとMaikoを中心に結成。
2013年4月にTONYが加入し、現在のメンバーとなる。
コンセプトは「CHILDREN CREATES THE WORLD（子供達が作り上げる世界）」。そこには「ピュアだからこそ激情するんだ」というメッセージが込められている。主にMaikoの描く歌詞の世界を示している。
「椿」の花言葉が「DAZZLE VISION」の意味と重なり、バンドロゴには「椿」がデザインされている。
2006年4月1日～10日 台湾ツアー敢行。野外イベント"SPRING SCREAM 2006”出演。このツアーの成功により台湾にてメジャー流通される。
2006年11月 1st ALBUM「Origin of Dazzle」発売。DAZZLE VISIONの全国展開が始まる。
2007年4月25日 2nd ALBUM「Camellia Japonica」発売。
2007年9月1日,2日 台湾大型イベント"無限自由音樂節"出演。
2008年3月26日 1st ALBUM「Origin Of Dazzle」の完売に伴い、ジャケット／盤のデザイン違いで2ndプレス発売。
2008年6月 アメリカ配信開始。
2008年7月 "DAZZLE VISION diary"がlivedoor有名人ブログになる。現在はAmeba有名人ブログに移転。
2008年11月21日 3rd ALBUM「Crystal Children」。SINGLE「滅/ALL REFUSED」。disk union限定BOX「Crystal Children,滅/ALL REFUSED」発売。
2009年2月 カラオケ配信開始。
2009年3月 日本全国の "TSUTAYA" にてレンタル開始。
2010年4月2～5日 アメリカ、シアトルで行われた3大アニコンのひとつ"サクラコン"出演。イベント過去最高の4000人以上を動員する。これに合わせ全米デビューALBUM「to the next」を日本より一足先にアメリカにて発売。
2010年5月12日 全米デビューALBUM「to the next」国内版発売。
2010年8月 ”HERE”がゲーム「監獄脱出少女Lie4」のテーマソングになる。
2010年9月 ネットTV"DAZZLEテレVISION（ニコニコチャンネル）"開始。
2011年6月3日 4th ALBUM「キラリ」発売。
2011年8月23日 新宿WildSide Tokyoにて2年振りにワンマンライブ復活。
2011年12月17日 渋谷club asiaにてワンマン「SHOCKING LOUD VOICE 2011」開催。
2012年2月9日 ZEPP TOKYO,10日 ZEPP NAGOYAにてEVANESCENCE来日ツアーサポートアクトを務める。
2012年3月 歌声合成ツール"UTAU"の音声ライブラリー「デス系シャウトVo.破壊音マイコ」の声とキャラクターイメージをMaikoが担当する。
2012年4月30日 渋谷RUIDO K2にて「SHOCKING LOUD VOICE」レコ発プレイベント開催。
2012年5月4日 ライブベストALBUM「SHOCKING LOUD VOICE」発売。
2012年6月16日 渋谷club asiaにて「SHOCKING LOUD VOICE」レコ発ワンマン「SHOCKING LOUD VOICE 2012 SUMMER」開催。
2012年11月9日 限定リストバンド付きスペシャルSINGLE「エボリューション」発売。
2012年11月18日 今池CLUB 3STARにて初の名古屋ワンマンライブ「SHOCKING LOUD VOICE 2012 NAGOYA」開催。
2012年12月15日 渋谷CLUB QUATTROにて史上最大ワンマンライブ「SHOCKING LOUD VOICE 2012 FINAL!」開催。
2013年4月6日 アメリカ、ピッツバーグで行われた"Tekkoshocon2013"出演。イベント過去最高の1100人以上を動員する。
2013年7月5日 初のLIVE音源「LIVE in Pittsburgh」発売。
2013年7月7日 渋谷CYCLONE, 12日 今池CLUB 3STAR, 24日 心斎橋CLUB DROPにて東名阪レコ発ツアー開催。
2013年12月14日 代官山UNITにてDAZZLE VISION主催開催。
2014年3月7日 5thアルバム「FINAL ATTACK」発売。
2014年3月28日 TSUTAYA O-WESTにてレコ発ワンマンライブ「SHOCKING LOUD VOICE 2012 SPRING!」開催。
2014年4月9日 SADS RESPECT ALBUM「M」発売(楽曲「Hate」で参加。)。
2014年5月  Maikoがゲーム「FINAL FANTSY AGITO」の討伐戦曲を歌う。
2015年4月22日、6月に行うライブをもって解散することを発表した。
2015年6月7日、GANGLION presents "center of the truth vol.6のイベントに参加。これがラストライブになり解散した。

## メンバー
- Vocal:Maiko（マイコ）愛称はマイマイ。

歌声合成ツール「UTAU」の音声ライブラリー「デス系シャウトVo.破壊音マイコ」の声を担当する。
また、キャラクターもMaikoをイメージしたものとなっている。
- - 7月26日生まれ,A型
- Guitar:TONY（トニー）
  - 1月7日生まれ、B型
- Bass:Takuro（タクロウ）
  - 2月16日生まれ、O型
- Drums:Haru（ハル）
  - 4月12日生まれ、A型

### 元メンバー
- Guitar:John（ジョン）
  - 2013年脱退
- Guitar:Yu（ユウ）
  - 2010年脱退
- Guitar:Ryu（リュウ）
  - 2008年脱退
- Guitar:Tana（タナ）
  - 2006年脱退
- Drums:Natu（ナツ）
  - 2004年脱退

## ディスコグラフィー

### アルバム
1. Origin Of Dazzle（2005年11月3日）
  - Origin Of Dazzle 2nd Press（2008年3月28日）
2. Camellia Japonica（2007年4月25日）
3. Crystal Children（2008年11月21日）
  - 「HERE」…ゲーム「監獄脱出少女 Lie 4」テーマソング
4. to the next（2010年5月12日）
  - 全米デビューアルバム
5. キラリ（2011年6月3日）
6. FINAL ATTACK（2014年3月7日）

### 限定シングル
1. 滅/All refused（2008年11月21日） 『Crystal Children』disc union版限定シングル

### 限定リストバンド付きスペシャルシングル
1. エボリューション（2012年11月9日）

### 限定ボックス
1. Crystal Children（2008年11月21日）＋ 滅/All refused（2008年11月21日） disc union版限定ボックス

### ライブベストアルバム
1. SHOCKING LOUD VOICE（2012年5月4日）

### アメリカライブアルバム
1. Live in Pittsburgh（2013年7月5日）